# Шафран узколистный
Шафра́н узколи́стный (лат. Crōcus angustifōlius) — многолетнее клубнелуковичное травянистое растение, вид рода Шафран (Crocus) семейства Ирисовые, или Касатиковые (Iridaceae).

## Ботаническое описание
Шафран узколистный — это клубнелуковичное растение-геофит, достигающее в высоту от 5 до 12 см. Оболочка луковицы покрыта волокнистой сеткой.
Листья в числе от трёх до шести, шириной 0,5—1,5 мм, серо-зелёные.
Околоцветник жёлтый, лепестки с полосками или пятнами бронзового цвета.
Цветёт обычно в марте, реже в феврале.

## Распространение и среда обитания
Вид распространён в Крыму, на юге Украины и, возможно, также на Кавказе. Произрастает на открытых склонах, в зарослях можжевельника на высоте от 300 до 1500 метров над уровнем моря.

## Хозяйственное значение и применение
Шафран узколистный используется в культуре примерно с 1580 года как декоративное растение.